# Ельники (Пермский край)
Ельники — деревня в Добрянском районе Пермского края. Входит в состав Краснослудского сельского поселения.

## Географическое положение
Расположена на крайнем юге Добрянского района, на берегу Чусовского залива Камского водохранилища.

## Население
| 2010 |
| ---- |
| 4    |

## Топографические карты
- Лист карты O-40-66 Сылва. Масштаб: 1 : 100 000. Издание 1977 г.